# Kristi Stassinopoulou
Chrisavgi Stassinopoulou (en griego: Χρυσαυγή Στασινοπούλου, nacida el 20 de enero de 1956 en Atenas),  conocida como Kristie Stassinopoulou (en griego: Κρίστη Στασινοπούλου) es una cantante, compositora y escritora de ciencia ficción de origen griego. Trabaja gran parte del tiempo, junto al multinstrumentista, compositor, y coproductor griego, Stathis Kalyviotis.
Su trabajo ha sido comparado con el de artistas como Hedningarna, Grace Slick y Björk.

## Carrera
Stassinopoulou nació en Atenas en 1956. 
En 1978, mientras se encontraba estudiando actuación y drama en la escuela de teatro Karolos Koun, participó en una audición para la producción griega del musical Jesucristo Superestrella de Tim Rice y Andrew Lloyd Webber, para el papel de María Magdalena que finalmente consiguió. Elegida entre cerca de 300 cantantes profesionales y amateurs, hizo su debut en los escenarios a la edad de 22 años.
Festival de Eurovisión 1983
En 1983, la cadena ERT decidió realizar una Final Nacional televisada para elegir al siguiente representante del país helénico en el Festival de Eurovisión a celebrarse ese mismo año en Múnich, Alemania Occidental. Su canción, "Mou Les" (en griego: "Μου λες", traducido como "Me hablas"), fue elegida por un jurado y votación pública entre 10 candidatas.
Finalmente, la canción obtuvo 32 puntos y se posicionó en el 14° puesto de entre 20 canciones.
Después de Eurovisión
Ese mismo año y poco después de su paso por Eurovisión, Stassinopoulou fue elegida para el papel de una joven señorita de Eva Perón, en el musical de Tim Rice y Andrew Lloyd Webber, Evita, producido en Atenas por Aliki Vougiouklaki, quien interpretó el papel principal de Eva Perón.
Su primer álbum de estudio homónimo fue publicado en 1986 a través de la discográfica Adelfi Falirea. El cantante y compositor, Stavros Papastavrou, coescribió parte de las canciones contenidas en el disco junto a Kleon Antoniou y Takis Barberis.
Para su segundo álbum, Sti Limi me tis Paparounes (en español: En el lago con las amapolas), ella colaboró con los cantantes y compositores Panagiotis Kalantzopoulos y Evanthia Reboutsika, además de la letrista Afroditi Rayla. El disco fue publicado por la compañía Lyra en 1993.
En 1989, Stassinopoulou conoció al multinstrumentista y compositor Stathis Kalyviotis, quien era miembro de la banda griega de punk, Anipofori, que gozó de popularidad en la década de 1980s, siendo uno de los primeros en escribir canciones en griego en vez de inglés, como era el hábito en esa época griega de la escena indie-underground-rock.
Junto a Kalyviotis, al baterista Vangelis Vekios y al guitarrista Kostis Anagnostopoulos formaron, Selana (a veces citados como Selena), una agrupación con influencias etnopunk y que, a pesar de no haber lanzado ningún álbum, se convirtieron en una banda de culto, que se presentaba a menudo como teloneros del músico griego Paúlos Sidirópoulos.
En 1997, Stassinopoulou y Kalyviotis produjeron su primer álbum, Infantokosmos, publicado por la marca independiente Thesis. Le sucedió el disco Echotropia, lanzado en 1999. Fue distribuido en Grecia, Norteamérica y Brasil y se convirtió en el primer álbum de origen griego en entrar en el "top 10" de las listas del World Music Charts Europe.
En julio de 2000, Stassinopoulou y Kalyviotis, junto al resto de su banda se convirtieron en los primeros griegos en presentarse en el Festival Internacional de Jazz de Montreal, en su 21° edición. Su primera aparición en Norteamérica tuvo fecha en julio de 2002, donde se presentaron en el Festival de Folk de Winnipeg en Canadá, para posteriormente hacerlo en "Millennium Stage" (o Escenario del Milenio) del Centro John F. Kennedy para las Artes Escénicas ubicado en Washington D. C., y finalmente en el "Summerstage Festival" del Central Park en Nueva York, Estados Unidos.
Carrera como escritora
Su primer libro Epta Fores stin Amorgo (en griego: Επτά φορές στην Αμοργό, traducido como Siete veces en Amorgos), contiene siete historias cortas de misterio ambientadas en la isla de Amorgos. Fue publicado en 1993 por Kastaniotis Editions.
Su segunda obra, Pyrini Romfaia (Πύρινη ρομφαία, traducido como Césped de fuego), es una novela de magia ambientada en Atenas a inicios de 1990s. Fue lanzado por Livanis Editions en 1995.

## Discografía
- Kristi Stassinopoulou (1986)
- Sti Limi me tis Paparounes (1993)
- Ifantokosmos (1997)
- Echotropia (2001)
- The Secrets of the Rocks (2002)
- Taxidoskopio (2006)
- Greekadelia (2012)